# 達希采

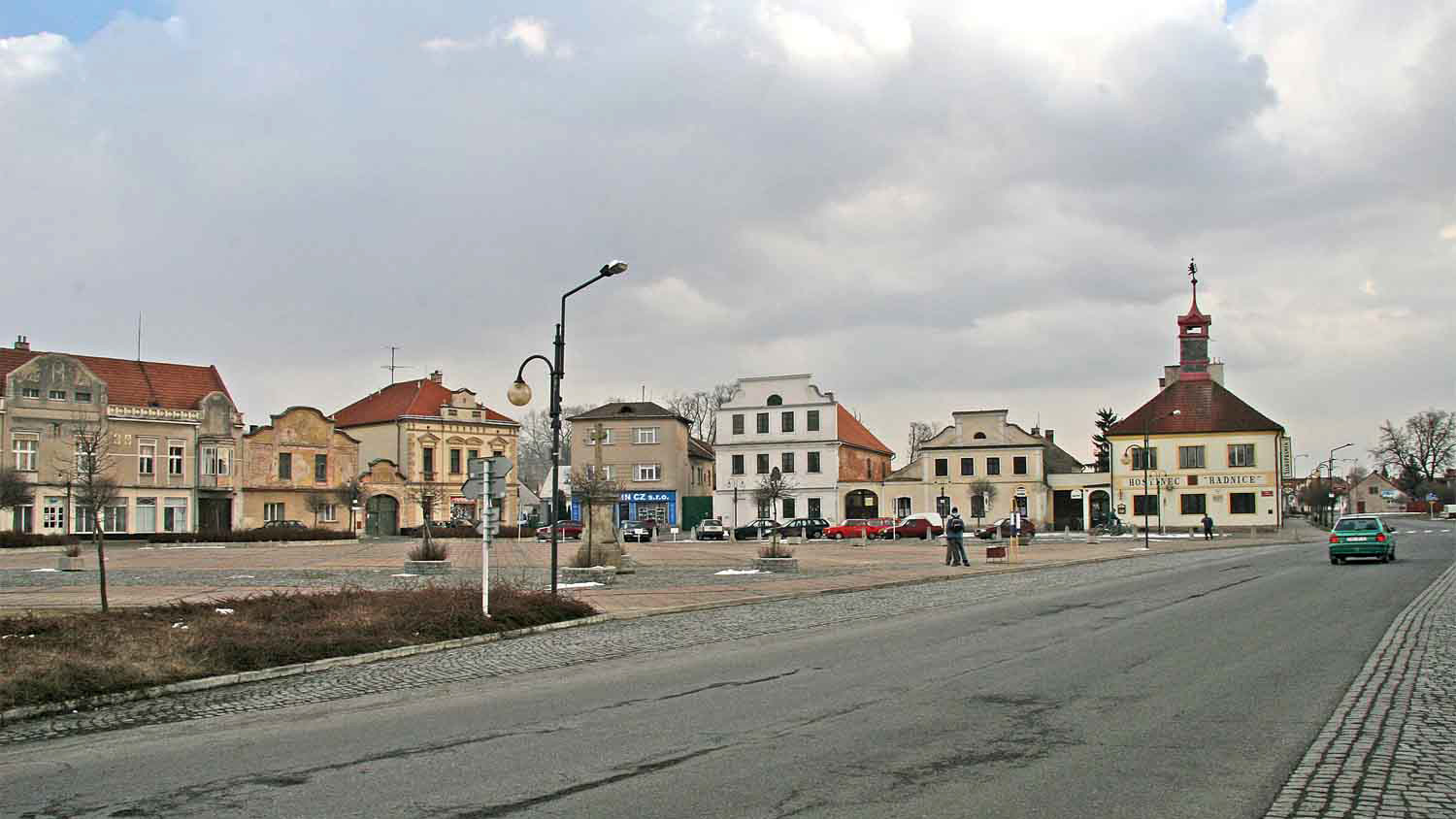

達希采是捷克的城鎮，位於該國北部，距離首府帕爾杜比采10公里，由帕爾杜比采州負責管轄，面積17.72平方公里，海拔高度227米，2006年人口2,159。

## 外部連結
- Municipal website (in Czech) （页面存档备份，存于）
- virtual show （页面存档备份，存于）